# اندیس خاک صنعتی بیستونه
خاک صنعتی بیستونه یک اندیس غیرفلزی است که در حوالی شهر سمنان استان سمنان قرار دارد و مادهٔ معدنی موجود در آن، خاک صنعتی است.  